# 維克多·別連科
维克多·伊万诺维奇·别连科（羅馬化：Viktor Ivanovich Belenko；1947年3月15日—2023年9月24日），苏联战斗机飞行员，軍階中尉。於1976年9月6號驾驶一架米格25“狐蝠”噴射战斗机降落在日本函館機場。当时还是中情局局长的乔治·赫伯特·沃克·布什认为，对西方来说，此次近距离研究这种飞机的机会是一次情报上的“暴发户”式体验。别连科后来到美國定居，成为一名航空航天工程师，與來自北達科塔州的一名音樂老師結婚，育有兩子。他在美國生活的期間相當低調，鮮少接受訪問。2023年9月24日，别连科在伊利諾州的一家老人安養院逝世，享壽76歲，他的兩個兒子隨侍在側。

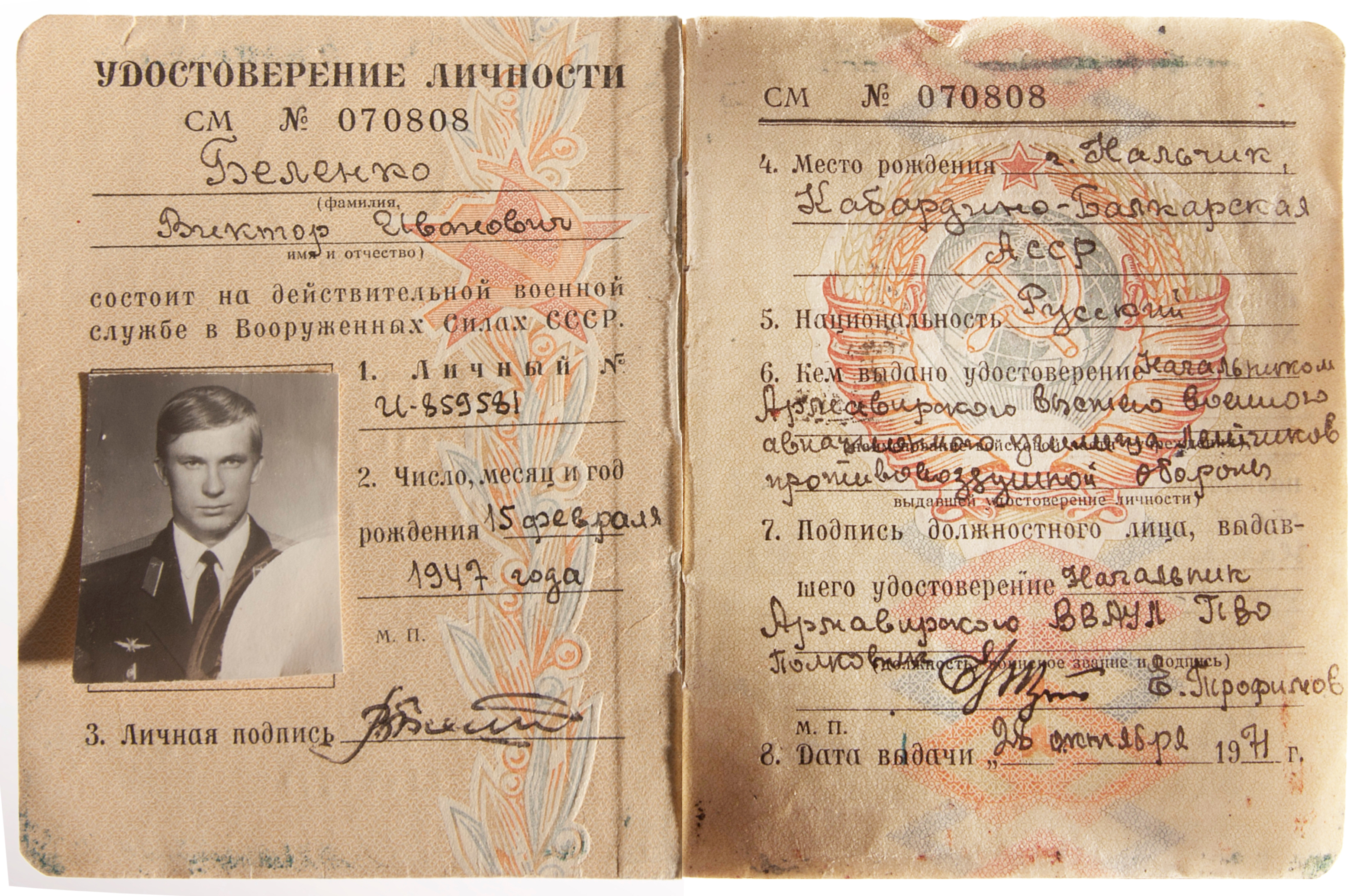
別連科的軍人證

## 延伸阅读
- MiG Pilot: the Final Escape of Lt. Belenko, by John Barron（英语：John Barron (journalist)）, 1980, ISBN 0-380-53868-7